# 루네 브라체트
루네 브라체트(노르웨이어: Rune Bratseth, 1961년 3월 19일 ~ )는 노르웨이의 은퇴한 축구 선수로 현역 시절 포지션은 리베로이다. 노르웨이가 두 번째로 참가한 FIFA 월드컵인 1994년 FIFA 월드컵에서 주장 완장을 차고 활약하였다.

## 클럽 경력
브라체트는 니델브 IL 유스팀에서 축구를 시작한 후, 로센보르그 BK에서 축구 선수 생활을 시작하였다. 그는 1987년 1월 SV 베르더 브레멘으로 이적하기 전까지 파트타임 프로 선수였다. 1987년 2월 21일 1. FC 뉘른베르크전에서 데뷔한 후, 주전으로 활약하였다. 그는 2번의 리그 우승(1987-88, 1992-93)과, 2번의 DFB-포칼 우승(1990-91, 1993-94), 2번의 준우승(1988-98, 1989-90), 1번의 UEFA 컵 위너스컵 우승(1991-92)을 경험하였다.
브라체트의 최고의 순간은 1991-92시즌 AS 모나코 FC와의 UEFA 컵 위너스컵 경기에서 나왔다. 그는 컵 대회 동안 9경기중 8경기에 나와 2골을 넣었다.
1992-93시즌 후, 브라체트는 무릎 부상에 시달려 경기를 하기 전 진통제를 맞고 뛰어야 했다. 1994-95시즌 한경기를 뛴 후 은퇴하였다.
후에 그는 로센보르그 BK의 회장과 단장이 되었다. 사실 그는 선수로서 입단한 것인데, 로센보르그 BK가 UEFA 챔피언스리그에서 뛸 25명을 구하지 못하자 브라체트를 비상 사태에 대비해 벤치에 앉혔다.

## 국가대표팀 경력
브라체트는 1986년 노르웨이 축구 국가대표팀에 승선한 후 1994년까지 뛰며 A매치 56경기와 1988년 하계 올림픽 축구 예선 경기를 합쳐 총 60경기에 출전했다.
그는 1986년 2월 26일에 그레나다와의 경기를 통해 A매치에 처음으로 출전했다. 이후 1994년 FIFA 월드컵에서 노르웨이의 주장을 맡았다. 노르웨이는 멕시코, 아일랜드, 이탈리아와 함께 E조에 편성되었는데, 네 팀 모두 승점 4점, 골득실 0으로 동률을 이루었다. 네 팀이 모두 같은 승점으로 끝난 경우는 FIFA 월드컵 역사상 처음이었다. 노르웨이는 다득점 원칙으로 인해 탈락하였다.

## 수상

#### 로젠보리
- 노르웨이 2부 : 1985

#### 베르더 브레멘
- 분데스리가 : 1987–88, 1992–93
- DFB 포칼 : 1990–91, 1993–94
- 유로피언컵 위너스컵 : 1991-92

### 개인
- 키커 분데스리가 올해의 팀 : 1987–88, 1988–89, 1992–93
- 키커 랑리스테 : WK 3회, IK 7회, NK 5회
- 브레멘 시 올해의 운동선수 : 1989
- 크닉센 상 : 1991, 1992, 1994
- 크닉센 명예상 : 1994
- UEFA 주빌리 어워드 : 2003